# 가브리엘 에스파르사
가브리엘 에스파르사 페레스(스페인어: Gabriel Esparza Pérez, 1963년 5월 16일~)는 스페인의 전직 태권도 선수이다. 그는 2000년 하계 올림픽에 참가하여 플라이급에서 은메달을 획득하였다. 유럽 선수권 대회에서는 총 3개의 금메달과 한개의 은메달, 두개의 동메달을 획득하였다. 대회에는 총 20번 출전하였으며 48명의 상대를 만나 총 37번 승리하였다.
스페인의 태권도 선수들은 국제 대회에서 종종 메달을 획득했지만 올림픽에서의 태권도 메달은 2012년 하계 올림픽에서 금메달 1개와 은메달 2개를 획득하기 전까지 그가 획득한 메달이 유일한 메달이였다.